# Francheval
Francheval és un municipi francès situat al departament de les Ardenes i a la regió del Gran Est. L'any 2007 tenia 629 habitants.

## Demografia

### Població
El 2007 la població de fet de Francheval era de 629 persones. Hi havia 236 famílies de les quals 52 eren unipersonals (16 homes vivint sols i 36 dones vivint soles), 76 parelles sense fills, 96 parelles amb fills i 12 famílies monoparentals amb fills.
La població ha evolucionat segons el següent gràfic:
Habitants censats

### Habitatges
El 2007 hi havia 279 habitatges, 240 eren l'habitatge principal de la família, 8 eren segones residències i 31 estaven desocupats. 272 eren cases i 6 eren apartaments. Dels 240 habitatges principals, 192 estaven ocupats pels seus propietaris, 43 estaven llogats i ocupats pels llogaters i 5 estaven cedits a títol gratuït; 9 tenien dues cambres, 34 en tenien tres, 74 en tenien quatre i 123 en tenien cinc o més. 177 habitatges disposaven pel capbaix d'una plaça de pàrquing. A 102 habitatges hi havia un automòbil i a 112 n'hi havia dos o més.

### Piràmide de població
La piràmide de població per edats i sexe el 2009 era:
| Homes | Edats   | Dones |
| ----- | ------- | ----- |
| 0     | 95 o +  | 0     |
| 0     | 90 a 94 | 4     |
| 0     | 85 a 89 | 4     |
| 0     | 80 a 84 | 0     |
| 12    | 75 a 79 | 8     |
| 16    | 70 a 74 | 8     |
| 4     | 65 a 69 | 16    |
| 24    | 60 a 64 | 12    |
| 8     | 55 a 59 | 8     |
| 16    | 50 a 54 | 24    |
| 12    | 45 a 49 | 20    |
| 32    | 40 a 44 | 28    |
| 12    | 35 a 39 | 28    |
| 24    | 30 a 34 | 12    |
| 20    | 25 a 29 | 24    |
| 20    | 20 a 24 | 20    |
| 20    | 15 a 19 | 20    |
| 28    | 10 a 14 | 16    |
| 20    | 5 a 9   | 28    |
| 28    | 0 a 4   | 12    |

## Economia
El 2007 la població en edat de treballar era de 426 persones, 292 eren actives i 134 eren inactives. De les 292 persones actives 261 estaven ocupades (155 homes i 106 dones) i 31 estaven aturades (19 homes i 12 dones). De les 134 persones inactives 32 estaven jubilades, 36 estaven estudiant i 66 estaven classificades com a «altres inactius».

### Ingressos
El 2009 a Francheval hi havia 250 unitats fiscals que integraven 658 persones, la mediana anual d'ingressos fiscals per persona era de 16.072,5 €.

### Activitats econòmiques
Dels 13 establiments que hi havia el 2007, 1 era d'una empresa extractiva, 1 d'una empresa alimentària, 1 d'una empresa de fabricació d'altres productes industrials, 3 d'empreses de construcció, 3 d'empreses de comerç i reparació d'automòbils, 1 d'una empresa de transport, 1 d'una empresa d'hostatgeria i restauració, 1 d'una empresa de serveis i 1 d'una empresa classificada com a «altres activitats de serveis».
L'únic servei als particulars que hi havia el 2009 era una fusteria.
Dels 2 establiments comercials que hi havia el 2009, 1 era una botiga de més de 120 m² i 1 una botiga de menys de 120 m².
L'any 2000 a Francheval hi havia 5 explotacions agrícoles.

## Equipaments sanitaris i escolars
El 2009 hi havia una escola elemental.

## Poblacions més properes
El següent diagrama mostra les poblacions més properes.